# 气体吸收
气体吸收利用各种气体在某种溶液中的溶解度不同的性质，使各种气体的混合物分离的单元操作，让容易溶解的组分溶于溶液中，和其他的组分分离。气体吸收有两种方式：
- 物理吸收，没有化学变化产生，只是单纯的溶解，如用油处理焦炉产生的尾气，将苯蒸汽溶解，使其余不溶解于油的一氧化碳等气体另行存贮。
- 化学吸收，在吸收的过程中发生化学变化，如用水吸收二氧化氮，可产生硝酸和一氧化氮剩余气体。